# 出宮順一
出宮 順一（でみや じゅんいち、1917年 - 1945年6月）は、日本の自転車競技選手。岡山県の旧玉島町（現・倉敷市）出身。

## 経歴
1936年8月開催のベルリンオリンピック日本代表選手に選出され、同大会の開会式には参加したが、役員の登録ミスでレースに出場できなかった。その3ヵ月後、結果的に日本人選手として、オリンピックも含めて初めて自転車競技の世界大会出場となった、スイスのチューリッヒとベルンで開催された同年世界選手権自転車競技大会に、石塚隆春、村上二三九、困見辰夫の3人とともに参加。スクラッチ及び145kmロードレース（いずれもアマチュア部門）に出場し、ロードレースにおいて7位に入る健闘を見せた。
その後、第二次世界大戦が始まると陸軍に召集されて出征。いわゆる銀輪部隊の一員ともなっていたが、1945年6月に旧ビルマにて戦死した。
岡山市にある自転車資料館に、ベルリンオリンピックで着用していたユニフォームが展示されている。

## 確認できる公式記録
1931年（昭和6年）

西日本サイクル・チーム・レース 個人総合3位（第1日 鹿児島‐熊本217km 入賞外、第2日 熊本‐門司214km 3位、第3日 下関‐広島208km 6位、第4日 広島‐岡山196km 優勝、岡山‐大阪181km 3位）

1933年（昭和8年）

第3回西日本サイクル選手権大会岡山県予選会（岡山‐津山73哩道路競走） 優勝

1934年（昭和9年）

第4回全日本サイクル選手権大会（現在の全日本アマチュア自転車競技選手権大会）岡山県予選会（岡山市奥市運動場5,000米速度競走） 優勝

第4回全日本サイクル選手権（甲子園南運動場）

- 10,000米速度競走 優勝

1935年（昭和10年）

日本サイクル競技連盟創立記念サイクル競技大会

- 道路競走（京都‐大坂‐神戸‐西宮[5]） 優勝
- 10,000米速度競走（甲子園南運動場） 優勝

第5回全日本サイクル選手権大会岡山県予選会（西大寺運動場10,000米速度競走） 優勝

第5回全日本サイクル選手権大会（甲子園南運動場）

- 10,000米速度競走 優勝

1936年（昭和11年）

1936年度世界選手権自転車競技大会派遣代表選手選考第1次予選会（甲子園南運動場）

- 10,000米速度競走 2位
- 50,000米速度競走 優勝

京都サイクル競技大会

- 100粁道路競走 優勝

1936年度世界選手権自転車競技大会派遣代表選手選考全日本第2次予選会

- 10,000米速度競走（陸軍戸山学校運動場） 2位

1936年世界選手権自転車競技大会

- スクラッチ（チューリッヒエリコン露天自転車競技場） 1次予選敗退
- 145kmロードレース（ベルン） 7位

1937年（昭和12年）

第7回全日本自転車競技選手権大会（現在の全日本アマチュア自転車競技選手権大会）岡山県予選会（岡山師範運動場）

- 10,000米速度競走 優勝

第7回全日本自転車競技選手権大会（甲子園南運動場）

- 10,000米速度競走 優勝

第9回明治神宮体育大会自転車競技（陸軍戸山学校運動場）

- 一般 10,000米速度競走 2位

## 注記
1. 1 2  “ビルマで戦死した自転車界のホープ、残された遺品や遺族の思いとは”.   マイナビニュース. 2020年11月17日閲覧。
2. ↑  現スプリント
3. ↑  自転車競技>競技結果>日本代表成績>世界選手権　～1959年 競輪オフィシャルサイト｜KEIRIN.JP
4. ↑  現奥市公園野球場
5. ↑  神戸十合（そごう）前で折り返し、西宮の甲子園南運動場へ至るコース
6. ↑  現向州公園
7. ↑  109粁道路競走（東京‐熊谷往復）も行われているが詳細不明